# Список стран мира по минимальному размеру оплаты труда

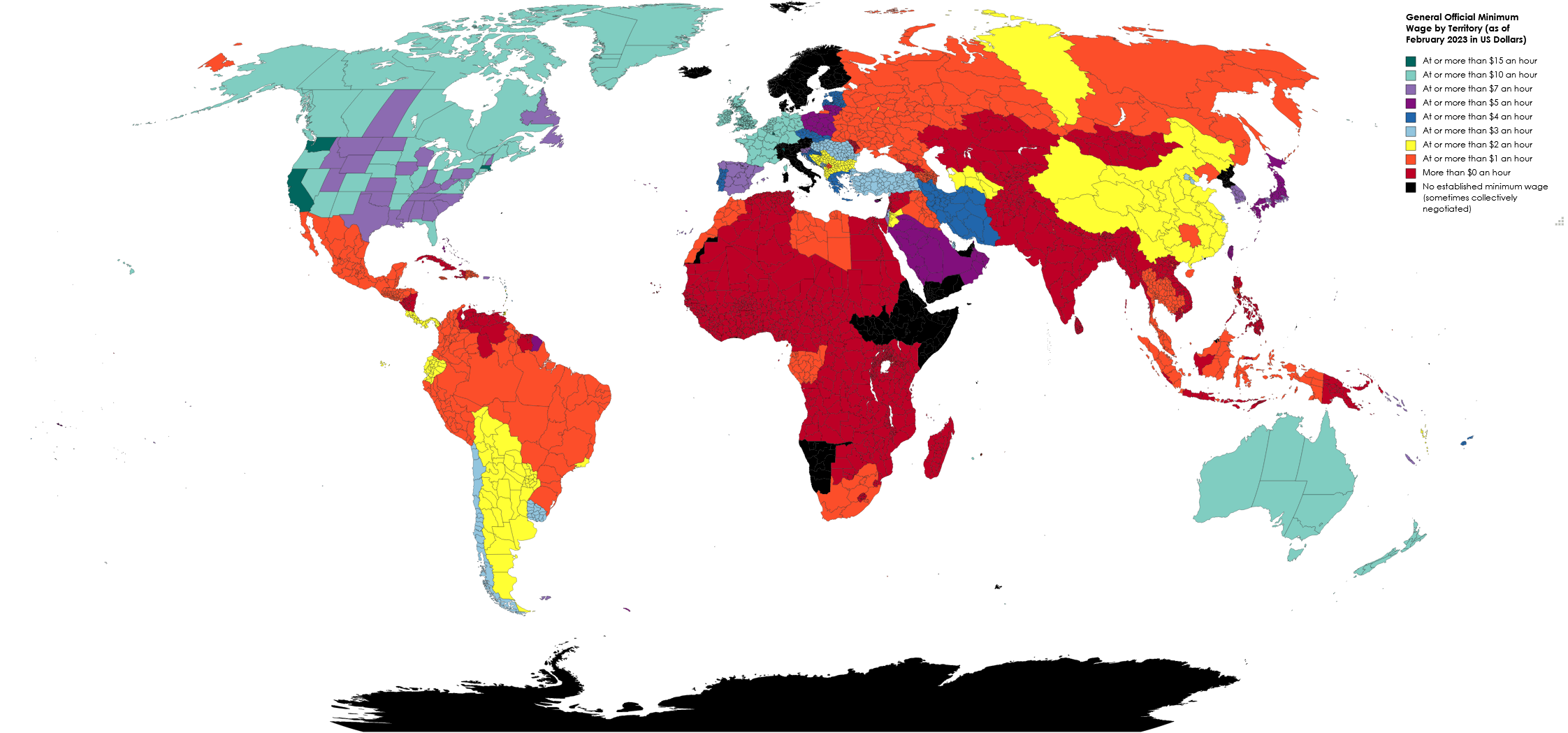
Минимальный почасовой размер оплаты труда в долларах США

Это список официальных минимальных ставок заработной платы 193 государств-членов Организации Объединённых Наций, особых административных районов Китая, Гонконга и Макао, и следующих непризнанных или частично признанных государств: Тайвань, Северный Кипр, Косово и Палестина.
Некоторые страны могут иметь очень сложную систему минимальной заработной платы; например, в Индии более 1202 минимальных ставок заработной платы.
Указанная минимальная заработная плата относится к валовой сумме, то есть до вычета налогов и взносов на социальное страхование, которые варьируются от одной страны к другой. Также исключены из расчетов регламентированные оплачиваемые выходные дни, в том числе государственные праздники, пособия по болезни, ежегодный отпуск и взносы социального страхования, выплачиваемые работодателем.
Минимальный размер оплаты труда в основном представлен за месяц, в странах, где нет помесячной оплаты труда, представлена почасовая. Страны, где отсутствует минимальная заработная плата, помечены «—».

## Список
| Ранг | Страна                                                | Минимальный размер оплаты труда в месяц (долларов США) | Минимальный размер оплаты труда в месяц в национальной валюте | Год  |
| ---- | ----------------------------------------------------- | --- | --- | ---- |
| 1    | Австралия                                             | 16,49 $ в час и 565,45 $ в неделю | 21,6 A$ в час и 740,8 A$ в неделю | 2019 |
| 2    | Австрия                                               | — | — | 2020 |
| 3    | Азербайджан                                           | 202,94 $ | 345 манатов | 2023 |
| 4    | Албания                                               | 422,77 $ | 40 000 леков | 2023 |
| 5    | Алжир                                                 | 147,07 $ | 20 000 динаров | 2020 |
| 6    | Ангола                                                | 72,39 $, 72,39 $ в сельском хозяйстве, 90,48 $ в сфере транспорта, услуг и производства и 108,58 $ в добывающей промышленности и торговле | 32 181,15 кванзы в сельском хозяйством, 40 226,44 кванзы в сфере транспорта, услуг и производства и 48 271,73 кванзы в добывающей промышленности и торговле | 2022 |
| 7    | Андорра                                               | 1506 $ | 1376,27 € | 2024 |
| 8    | Антигуа и Барбуда                                     | 3,03 $ в час | 8,20 EC$ в час | 2014 |
| 9    | Аргентина                                             | 367,31 $ | 65 427 песо | 2023 |
| 10   | Армения                                               | 185,92 $ | 75 000 драмов | 2023 |
| 11   | Афганистан                                            | 72,54 $. Минимальная заработная плата для государственных служащих составляет 79,13 $ | 5500 афгани. Минимальная заработная плата для государственных служащих составляет 6000 афгани | 2017 |
| 12   | Багамские Острова                                     | 5,25 $ в час, 42 $ в день и 210 $ в неделю | 5,25 B$ в час, 42 B$ в день и 210 B$ в неделю | 2017 |
| 13   | Бангладеш                                             | 19 $ в месяц для всех секторов экономики, не охватываемых отраслевой заработной платой. В швейной промышленности существует система разделения работников на классы. От работника 7 класса 95,34 $ до 1 класса 218 $ | 1500 так в месяц для всех секторов экономики, не охватываемых отраслевой заработной платой. В швейной промышленности существует система разделения работников на классы. От работника 7 класса 8000 так до 1 класса 18 257 так | 2019 |
| 14   | Барбадос                                              | 4,21 $ в час | 8,50 BDS$ в час | 2021 |
| 15   | Бахрейн                                               | — | — | 2019 |
| 16   | Белиз                                                 | 2,48 $ в час | 5,00 BZ$ в час | 2023 |
| 17   | Белоруссия                                            | 220,87 $ | 726 рублей | 2025 |
| 18   | Бельгия                                               | 1934 $ | 1593,81 € | 2018 |
| 19   | Бенин                                                 | 66,98 $ | 40 000 франков | 2014 |
| 20   | Болгария                                              | 569,81 $ | 1077 левов | 2025 |
| 21   | Боливия                                               | 360,23 $ | 2500 боливиано | 2024 |
| 22   | Босния и Герцеговина (Федерация Боснии и Герцеговины) | 527,28 $ (нетто) | 1000 марок (нетто) | 2025 |
| 23   | Босния и Герцеговина (Республика Сербская)            | 504,63 $ (нетто) | 900 марок (нетто) | 2024 |
| 24   | Ботсвана                                              | 0,64 $ в час для большинства занятых полный рабочий день в частном секторе; 0,55 $ в час в розничной торговли; 94,31 $ в месяц для домашних работников и для работников сельского хозяйства | 7,34 пулы в час для большинства занятых полный рабочий день в частном секторе; 6,34 в час в розничной торговли; 1084 пулы в месяц для домашних работников и для работников сельского хозяйства | 2022 |
| 25   | Бразилия                                              | 247,87 $ | 1518 реалов | 2025 |
| 26   | Бруней                                                | — | — | 2019 |
| 27   | Буркина-Фасо                                          | 58,04 $ | 34 664 франков | 2017 |
| 28   | Бурунди                                               | — | — | 2019 |
| 29   | Бутан                                                 | 58,55 $ | 3750 нгултрумов | 2017 |
| 30   | Вануату                                               | 331,57 $ | 38134 вату | 2019 |
| 31   | Великобритания                                        | 1829,02 $ | 1334,13 £ | 2019 |
| 32   | Венгрия                                               | 731,72 $ (877,72 $ для квалифицированных специалистов) | 290 800 (348 800 для квалифицированных специалистов) форинтов | 2025 |
| 33   | Венесуэла                                             | 40,00 $ | 175 VES | 2022 |
| 34   | Восточный Тимор                                       | 115 $ | | 2012 |
| 35   | Вьетнам                                               | Варьируется по регионам; Регион I: 199,57 $ в месяц; Регион II: 177,40 $ в месяц; Регион III: 155,22 $ в месяц и Регион IV: 138,59 $ в месяц | Варьируется по регионам; Регион I: 4 680 000 донгов в месяц; Регион II: 4 160 000 донгов в месяц; Регион III: 3 640 000 донгов в месяц и Регион IV: 3 250 000 донгов в месяц | 2022 |
| 36   | Габон                                                 | 251,16 $; государственные служащие получают дополнительное ежемесячное пособие в размере 33,49 $ на ребёнка; государственные служащие также получают транспорт, жилье и семейные пособия; закон не предписывает предоставления жилья или семейных пособий работникам частного сектора | 150 000 франков; государственные служащие получают дополнительное ежемесячное пособие в размере 20 000 франков на ребёнка; государственные служащие также получают транспорт, жилье и семейные пособия; закон не предписывает предоставления жилья или семейных пособий работникам частного сектора | 2018 |
| 37   | Гаити                                                 | 3,28 $ в день для домашних работников отрасль сегмента E; 5,07 $ в день для отраслей сегмента С; 5,77 $ в день для отраслей сегмента H; 5,77 $ в день для отраслей сегмента G; 5,77 $ в день для отраслей сегмента B; 6,43 $ в день для отраслей сегмента F; 7,23 $ в день для отраслей сегмента А | 350 гурдов в день для домашних работников отрасль сегмента E; 540 гурдов в день для отраслей сегмента С; 615 гурдов в день для отраслей сегмента H; 615 гурдов в день для отраслей сегмента G; 615 гурдов в день для отраслей сегмента B; 685 гурдов в день для отраслей сегмента F; 770 гурдов в день для отраслей сегмента А | 2022 |
| 38   | Гайана                                                | 285,10 $ в месяц, 1,64 $ в час; 331,80 $ в месяц для государственных служащих | 60 147 G$ в месяц, 347 G$ в час; 70 000 G$ в месяц для государственных служащих | 2022 |
| 39   | Гамбия                                                | 0,99 $ в день | 50 даласи в день | 2015 |
| 40   | Гана                                                  | 1,21 $ в день | 14,88 седи в день | 2023 |
| 41   | Гватемала                                             | 10,89 $ в день для рабочих в сельскохозяйственных и несельскохозяйственных сферах. 9,96 $ в день для рабочих на фабриках экспортного сектора. Наёмные работники также получают обязательный ежемесячный бонус в 33,26 $, а также два обязательных годовых бонуса и рождественский бонус, каждый эквивалентен зарплате за один месяц                                                                     | 81,87 кетсаля в день для рабочих в сельскохозяйственных и несельскохозяйственных сферах. 74,89 кетсаля в день для рабочих на фабриках экспортного сектора. Наёмные работники также получают обязательный ежемесячный бонус в 250 кетсалей, а также два обязательных годовых бонуса и рождественский бонус, каждый эквивалентен зарплате за один месяц | 2017 |
| 42   | Гвинея                                                | 62,97 $ | 550 000 франков | 2022 |
| 43   | Гвинея-Бисау                                          | 31,86 $ | 19 030 франков | 2015 |
| 44   | Германия                                              | 1920 $ | 1584,00 € | 2020 |
| 45   | Гернси                                                | 9.87 $ в час для лиц старше 18 лет. 8,91 $ в час для лиц в возрасте 17-18 лет | 7,20 £ в час для лиц старше 18 лет. 6,50 £ в час для лиц в возрасте 17-18 лет | 2017 |
| 46   | Гондурас                                              | Варьируется в зависимости от сектора и количества работников от 292,27 $ до 554,57 $ | Варьируется в зависимости от сектора и количества работников от 7033,88 лемпир до 13346,47 лемпир | 2021 |
| 47   | Гонконг                                               | 5,12 $ в час | 40,00 HK$ в час | 2023 |
| 48   | Гренада                                               | Минимальный размер оплаты труда установлен по профессиям; например, минимальная заработная плата для домашних работников, составляет 1,48 $ в час и 268,27 $ в месяц, а для охранника — 2,96 $ в час час 2,96 $ в час | Минимальный размер оплаты труда установлен по профессиям; например, минимальная заработная плата для домашних работников, составляет 4,00 EC$ в час и 725 EC$ в месяц, а для охранника — 8,00 EC$ в час | 2017 |
| 49   | Греция                                                | 920 $ | 758,33 € | 2019 |
| 50   | Грузия                                                | 8,36 $ | 20 лари | 2017 |
| 51   | Дания                                                 | — | — | 2017 |
| 52   | Джибути                                               | — | — | 2017 |
| 53   | Доминика                                              | От 2,50 $ в час до 2,96 $ в час | 6,75 EC$ в час до 8 EC$ в час | 2021 |
| 54   | Доминиканская Республика                              | В крупных компаниях — 381,68 $; в средних компаниях — 349,87 $; в малых компаниях — 234,46 $; в микропредприятиях — 216,28 $ | В крупных компаниях (со 151 или более работниками или предприятие, годовой объём продаж которого превышает 202 млн песо) — 21 000 песо; в средних компаниях (с 51-150 работниками или предприятие, годовой объём продаж которого составляет от 54 до 202 млн песо) — 19 250 песо; в малых компаниях (с 11-50 работниками или предприятие, годовой объём продаж которого составляет от 8 до 54 млн песо) — 12 900 песо; в микропредприятиях (с 10 или менее работниками или предприятие, годовой объём продаж которого составляет до 8 млн песо) — 11900 песо | 2022 |
| 55   | Египет                                                | 113,18 $ | 3500 фунтов | 2024 |
| 56   | Замбия                                                | Зависит от класса работ; 63,87 $ в месяц для домашних работников вместе с транспортными пособиями 75,55 $ в месяц; От 79,84 $ для работников отраслей класса I, вместе с пособиями на транспорт, жилье и питание 129,16 $ до 164,83 $ для работников отраслей класса VII, вместе с пособиями на транспорт, жилье и питание 240 $                                                                        | Зависит от класса работ; 840 квач в месяц для домашних работников вместе с транспортными пособиями 993,60 квачи; От 1050 квач для работников отраслей класса I, вместе с пособиями на транспорт, жилье и питание 1698,60 квачи до 2167,70 квачи для работников отраслей класса VII, вместе с пособиями на транспорт, жилье и питание 3151,35 квачи | 2018 |
| 57   | Зимбабве                                              | - Нет, за исключением сельскохозяйственных и домашних работников; Правительственные постановления для каждого из 22 промышленных секторов устанавливают минимальную заработную плату. Минимальная заработная плата для всех шахтеров в настоящее время составляет 82,89 $ в месяц | - Нет, за исключением сельскохозяйственных и домашних работников; Правительственные постановления для каждого из 22 промышленных секторов устанавливают минимальную заработную плату. Минимальная заработная плата для всех шахтеров в настоящее время составляет 30 000 ZWS в месяц | 2017 |
| 58   | Израиль                                               | 8,41 $ в час или 1650 $ в месяц | 29,12 ₪ в час или 5300 ₪ в месяц | 2020 |
| 59   | Индия                                                 | Варьируется от 2,40 $ в день в Бихаре до 6,35 $ в день в Дели. Правительства штатов устанавливают отдельную минимальную заработную плату для сельскохозяйственных рабочих | Варьируется от 160 рупий до 423 рупий в день | 2015 |
| 60   | Индонезия                                             | Варьируется в зависимости от провинций, районов и сектора; от 129,04 $ в месяц в Центральной Яве до 323,02 $ в месяц в Джакарте | Варьируется от 1 958 169 рупий в месяц до 4 901 798 рупий в месяц | 2023 |
| 61   | Иордания                                              | — | — | 2019 |
| 62   | Ирак                                                  | 293,04 $ | 350 000 динаров | 2018 |
| 63   | Иран                                                  | 264 $ в месяц, ежегодно устанавливаются для каждого промышленного сектора и региона. Стандартная рабочая неделя составляет 44 часа, а любая работа более 48 часов дает работнику право получить сверхурочные | 1 111 269 туманов (11 112 690 риалов) в месяц, начиная с Персидского нового года 2017 года, устанавливается ежегодно для каждого промышленного сектора и региона. Стандартная рабочая неделя составляет 44 часа, а любая работа более 48 часов дает работнику право получит сверхурочные | 2018 |
| 64   | Ирландия                                              | 2073 $ | 1708,33 € | 2020 |
| 65   | Исландия                                              | — | — | 2019 |
| 66   | Испания                                               | 1437,48 $ | 1323 € | 2024 |
| 67   | Италия                                                | — | — | 2019 |
| 68   | Йемен                                                 | — | — | 2019 |
| 69   | Кабо-Верде                                            | 145 $ | 13 000 эскудо | 2018 |
| 70   | Казахстан                                             | 188,85 $ | 85 000 тенге | 2024 |
| 71   | Камбоджа                                              | - Нет. 200 $ в швейной и обувной промышленности. Помимо минимальной месячной заработной платы, работники также получат дополнительные надбавки, такие как, за работу без отгулов, на проезд, проживание, и питание, с их учётом работники смогут зарабатывать в среднем от 217 $ до 228 $ в месяц | — | 2023 |
| 72   | Камерун                                               | 60,73 $ | 36 270 франков | 2017 |
| 73   | Канада                                                | Минимальная заработная плата в Канаде устанавливается каждой провинцией и территорией. Варьируется от 8,76 $ до 11,95 $ в час | Варьируется от 11,00 C$ до 15,00 C$ в час | 2018 |
| 74   | Катар                                                 | 274,67 $ в месяц. Если работодатель не предоставляет жилья и питания работникам, он дополнительно выплачивает им 137,32 $ на проживание и 82,39 $ на питание | 1000 катарских риалов в месяц. Если работодатель не предоставляет жилья и питания работникам, он дополнительно выплачивает им 500 катарских риалов на проживание и 300 катарских риалов на питание | 2021 |
| 75   | Кения                                                 | Устанавливается правительством по региону, возрасту и уровню квалификации; самый низкий минимальный размер оплаты труда в сельском хозяйстве для неквалифицированных работников составляет 64,89 $, без учёта жилищного пособия, а самый высокий минимальный размер оплаты труда — в городах Найроби, Момбаса и Кисуму у кассиров, Водителей большегрузного транспорта и работников I класса — 295,01 $ | Устанавливается правительством по региону, возрасту и уровню квалификации; самый низкий минимальный размер оплаты труда в сельском хозяйстве для неквалифицированных работников составляет 6736,30 шиллинга, без учёта жилищного пособия, а самый высокий минимальный размер оплаты труда — в городах Найроби, Момбаса и Кисуму у кассиров, Водителей большегрузного транспорта и работников I класса — 30 627,45 шиллингов. | 2019 |
| 76   | Республика Кипр                                       | 1094,81 $ (первые шесть месяцев работы 985,33 $) | 1000 € (первые шесть месяцев работы 900 €) | 2024 |
| 77   | Турецкая Республика Северного Кипра                   | 550 $ | 2020 лир | 2017 |
| 78   | Кирибати                                              | — | — | 2019 |
| 79   | КНР                                                   | В Китае нет единой минимальной заработной платы, она устанавливается каждой провинцией отдельно. Варьируется от 210,37 $ и 2,10 $ в час в Атлай, Атуш, Бортала, Дачэн, Кульджа и Куйтун в Синьцзян-Уйгурском автономном районе до 367,46 $ и 3,28 $ в час в Шанхае | Варьируется от 1540 юаней и 15,4 юаня в час в Атлай, Атуш, Бортала, Дачэн, Кульджа и Куйтун в Синьцзян-Уйгурском автономном районе до 2690 юаней и 24 юаней в час в Шанхае | 2025 |
| 80   | Китайская Республика (Тайвань)                        | 889 $ | 27 470 NT$ | 2024 |
| 81   | Коморские острова                                     | 137 $ | 55 000 франков | 2017 |
| 82   | Колумбия                                              | 238,60 $ и 28,92 $ в виде транспортных субсидий | 1 160 000 песо и 140 606 песо в виде транспортных субсидий | 2023 |
| 83   | ДРК                                                   | 4,25 $ в день | 7075 франков в день | 2019 |
| 84   | Республика Конго                                      | 168,35 $ | 90 000 франков | 2015 |
| 85   | КНДР                                                  | Усреднённо 5,5 $ — 11,1 $ в день | Усреднённо 5000 — 10 000 вон в день | 2014 |
| 86   | Республика Корея                                      | 7,52 $ в час | 9860 вон | 2024 |
| 87   | Косово                                                | 252,74 $ | 264 € | 2022 |
| 88   | Коста-Рика                                            | 724,09 $ | 367 108,56 ₡ | 2025 |
| 89   | Кот-д’Ивуар                                           | 123,79 $ | 75 000 франков | 2023 |
| 90   | Куба                                                  | 16,68 $ | 400 песо | 2019 |
| 91   | Кувейт                                                | 250 $ | 75 динаров | 2017 |
| 92   | Кыргызстан                                            | 24,17 $ | 1970 сомов | 2022 |
| 93   | Лаос                                                  | 100 $ в месяц; кроме того, работодатели должны выплачивать пособие в размере 3,74 $ в день. Минимальная заработная плата государственных служащих и сотрудников государственных предприятий составляет 170 $ в месяц | 800 000 кипов в месяц; кроме того, работодатели должны выплачивать пособие в размере 30 000 кипов в день. Минимальная заработная плата государственных служащих и сотрудников государственных предприятий составляет 1 400 000 кипов в месяц | 2014 |
| 94   | Латвия                                                | 758,83 $ | 740 € | 2025 |
| 95   | Лесото                                                | Варьируется по секторам. От 42,56 $ в месяц до 372,44 $ в месяц | Варьируется от 624 лоти в месяц до 5460 лоти в месяц | 2019 |
| 96   | Либерия                                               | 0,091 $ в час, за 8 рабочих часов в день для неквалифицированных рабочих; 34,06 $ в месяц для государственных служащих | 15 долларов в час, за 8 рабочих часов в день, за исключением пособий, для неквалифицированных рабочих; 5 600 долларов в месяц для государственных служащих.15 долларов в час, за 8 рабочих часов в день для неквалифицированных рабочих; 5600 долларов в месяц для государственных служащих | 2018 |
| 97   | Ливан                                                 | 450 $ | 675 000 фунтов | 2017 |
| 98   | Ливия                                                 | 335 $, правительство в значительной степени субсидирует аренду и коммунальные услуги | 450 динаров, правительство в значительной степени субсидирует аренду и коммунальные услуги | 2011 |
| 99   | Литва                                                 | 1064,45 $ | 1038 € | 2025 |
| 100  | Лихтенштейн                                           | — | — | 2019 |
| 101  | Люксембург                                            | 2482,93 $ | 2201,93 € | 2021 |
| 102  | Маврикий                                              | 225,11 $ для неквалифицированного рабочего в зоне порто-франко; 241,07 $ для неквалифицированного заводского рабочего за пределами порто-франко | 9875 рупий для неквалифицированного рабочего в зоне порто-франко; 10 575 рупий для неквалифицированного заводского рабочего за пределами порто-франко | 2022 |
| 103  | Мавритания                                            | 83,26 $ | 3000 угий | 2011 |
| 104  | Мадагаскар                                            | 53,64 $ | 200 000 ариари | 2019 |
| 105  | Макао                                                 | 826,77 $; не распространяется на домашних работников и инвалидов | 6 656 патак; не распространяется на домашних работников и инвалидов | 2020 |
| 106  | Северная Македония                                    | 376,22 $ (нетто) | 22567 денаров (нетто) | 2024 |
| 107  | Малави                                                | 34,02 $ | 25 000 квач | 2017 |
| 108  | Малайзия                                              | Варьируется от 267,22 $ до 292 $ в зависимости от района | Варьируется от 1100 до 1200 RM в зависимости от района | 2020 |
| 109  | Мали                                                  | 66,98 $ | 40 000 франков | 2016 |
| 110  | Мальдивы                                              | — | — | 2019 |
| 111  | Мальта                                                | 936 $ | 771,1 € | 2020 |
| 112  | Марокко                                               | 334,34 $ в месяц в государственном секторе, 315,25 $ в месяц в частном секторе 222,25 $ в месяц для сельскохозяйственных работников | 3000 дирхамов в месяц в государственном секторе; 2828,71 дирхама в месяц в частном секторе; 1994,20 дирхама в месяц для сельскохозяйственных работников | 2020 |
| 113  | Маршалловы Острова                                    | 2,00 $ в час | 2,00 $ в час | 2017 |
| 114  | Мексика                                               | В зависимости от территории и отрасли от 11,01 $ до 24,66 $ в день в основной части страны и 16,59 $ в день вдоль границы Мексики с США, которая имеет особый экономический статус, северной пограничной свободной зоны, состоящей из муниципалитетов, граничащих с США | В зависимости от территории и отрасли от 207,44 песо до 464,51 песо в день в основной части страны и 312,41 песо в день вдоль границы Мексики с США, которая имеет особый экономический статус, северной пограничной свободной зоны, состоящей из муниципалитетов, граничащих с США | 2023 |
| 115  | Федеративные Штаты Микронезии                         | — | — | 2019 |
| 116  | Мозамбик                                              | Варьируется по секторам. От 71,94 $ в месяц до 224,67 $ в месяц | Варьируется от 4591,68 метикала в месяц до 14340,85 метикала в месяц | 2022 |
| 117  | Молдавия                                              | 292,98 $ | 5500 леев | 2025 |
| 118  | Монако                                                | 2057 $ | 1695,07 € (в Монако нет подоходного налога) | 2019 |
| 119  | Монголия                                              | 156,29 $ | 550 000 тугриков | 2023 |
| 120  | Мьянма                                                | 3,6 $ в день, 0,51 $ в час | 4800 кьятов в день, 600 кьятов в час | 2018 |
| 121  | Остров Мэн                                            | 9,15 $ в час для лиц старше 21 года. 8,3 $ в час для лиц в возрасте 18-20 лет | 7,50 £ в час для лиц старше 21 года. 6,85 £ в час для лиц в возрасте 18-20 лет | 2017 |
| 122  | Намибия                                               | 1,24 $ в час. Для домашних работников составляет 109,57 $ в месяц | 16,94 $N в час. Для домашних работников составляет 1502,05 $N в месяц | 2017 |
| 123  | Науру                                                 | — | — | 2019 |
| 124  | Непал                                                 | 123,36 $ | 15 000 рупий | 2022 |
| 125  | Нигер                                                 | 50,31 $ | 30 047 франков | 2017 |
| 126  | Нигерия                                               | 82,74 $ | 30 000 нигерийских найр | 2019 |
| 127  | Нидерланды                                            | 2006 $ | 1653,6 € | 2019 |
| 128  | Никарагуа                                             | От 131,77 $ до 294,89 $ | От 4723,95 кордобы до 10 571,78 кордобы | 2022 |
| 129  | Новая Зеландия                                        | 13,72 $ в час | 21,20 NZ$ в час | 2022 |
| 130  | Норвегия                                              | — | — | 2017 |
| 131  | ОАЭ                                                   | — | — | 2019 |
| 132  | Оман                                                  | 592 $ в месяц плюс пособия в размере 263 $ в месяц для граждан; не распространяется на иностранных работников | 225 риалов в месяц плюс пособия в размере 100 риалов в месяц для граждан; не распространяется на иностранных работников | 2013 |
| 133  | Пакистан                                              | Варьируется от 102,83 $ до 130,27 $ в месяц в зависимости от провинции и отрасли | Варьируется от 19 000 рупий до 24 071,35 рупии в месяц в зависимости от провинции и отрасли | 2021 |
| 134  | Палау                                                 | 3,00 $ в час | 3,00 $ в час | 2017 |
| 135  | Государство Палестина                                 | 589,22 $ | 1880 ₪ | 2022 |
| 136  | Панама                                                | 1,57 $ — 4,67 $ в час, в зависимости от рабочих часов в неделю (40, 44, 45 или 48), региона и сектора. В Панаме нет единой минимальной заработной платы для всей страны, она устанавливается для каждого района, сектора, отрасли и в зависимости от количества рабочих часов в неделю (40, 44, 45 или 48 часов)                                                                                        | от 1,57 до 4,67 бальбоа в час | 2022 |
| 137  | Папуа — Новая Гвинея                                  | 43 $ | 1400 кина | 2017 |
| 138  | Парагвай                                              | 346,40 $; закон дискриминирует домашних работников, которые по закону имеют право только на 40 % минимальной заработной платы. Закон предписывает, чтобы жилье и продукты питания учитывались в качестве заработной платы домашнего работника | 2 550 307 ₲; закон дискриминирует домашних работников, которые по закону имеют право только на 40 % процентов минимальной заработной платы. Закон предписывает, чтобы жилье и продукты питания учитывались в качестве заработной платы домашнего работника | 2022 |
| 139  | Перу                                                  | 299,10 $ | 1130 новых солей | 2025 |
| 140  | Польша                                                | 1120,68 $ | 4666 злотых | 2025 |
| 141  | Португалия                                            | 1047,13 $ | 956,7 € | 2024 |
| 142  | Россия                                                | 287,84 $ (федеральный) | 22 440 рублей (федеральный) | 2025 |
| 143  | Руанда                                                | — | — | 2019 |
| 144  | Румыния                                               | 833,83 $ | 4050 леев | 2025 |
| 145  | Сальвадор                                             | От 243,46 $ до 365,00 $ | От 243,46 $ до 365,00 $ | 2021 |
| 146  | Самоа                                                 | — | — | 2019 |
| 147  | Сан-Марино                                            | 1920 $ | 1582,57 € | 2015 |
| 148  | Сан-Томе и Принсипи                                   | 100,50 $ | 2500 добр | 2022 |
| 149  | Саудовская Аравия                                     | 1066,67 $, курс рияла привязан к доллару США в соотношении 3,75:1 | 4000 риялов | 2021 |
| 150  | Свазиленд                                             | 106,38 $ в месяц для домашних работников; 98,21 $ в месяц для неквалифицированных рабочих; 118,25 $ в месяц для квалифицированных рабочих | 1630 лилангени в месяц для домашних работников; 1500 лилангени в месяц для неквалифицированных рабочих; 1810 лилангени в месяц для квалифицированных рабочих | 2019 |
| 151  | Сейшельские Острова                                   | 2,69 $ в час; 3,11 $ в час для временных работников | 38,27 рупии в час; 44,10 рупии в час для временных работников | 2020 |
| 152  | Сенегал                                               | Для несельскохозяйственного сектора 0,53 $ в час; для сельскохозяйственного сектора 0,36 $ в час | Для несельскохозяйственного сектора 317,31 франка в час; для сельскохозяйственного сектора 213,39 франка в час | 2019 |
| 153  | Сент-Винсент и Гренадины                              | — | — | 2017 |
| 154  | Сент-Китс и Невис                                     | 3,33 $ в час в час | 9,00 EC$ в час | 2017 |
| 155  | Сент-Люсия                                            | — | — | 2019 |
| 156  | Сербия                                                | В зависимости от месяца от 431,69 $ до 496,44 $ (нетто) | В зависимости от месяца от 49 280,00 до 56 672,00 динар (нетто) | 2025 |
| 157  | Сингапур                                              | — | — | 2019 |
| 158  | Сирия                                                 | Варьируется от 176 $ до 266 $ в месяц, плюс льготы, включая компенсацию за питание, форму и транспорт | Варьируется от 9,765 фунта до 14,760 фунта в месяц, плюс льготы, включая компенсацию за питание, форму и транспорт | 2013 |
| 159  | Словакия                                              | 836,79 $ | 816 € | 2025 |
| 160  | Словения                                              | 1339,63 $ | 1277,72 € | 2025 |
| 161  | Соединённые Штаты Америки                             | 7,25 $ в час (федеральный) | 7,25 $ в час (федеральный) | 2017 |
| 162  | Соломоновы Острова                                    | 0,97 $ в час; 0,87 $ в час в рыболовном и сельскохозяйственном секторе. | 8,00 SI$ в час; 7,20 SI$ в час в рыболовном и сельскохозяйственном секторе | 2019 |
| 163  | Сомали                                                | — | — | 2019 |
| 164  | Судан                                                 | 9,42 $ | 425 фунтов | 2008 |
| 165  | Суринам                                               | 0,83 $ в час | 30,00 Sr$ в час | 2023 |
| 166  | Сьерра-Леоне                                          | 31,27 $ | 600 000 леоне | 2020 |
| 167  | Таджикистан                                           | 59,02 $ | 600 сомони | 2022 |
| 168  | Таиланд                                               | Варьируется от 8,76 $ до 9,45 $ в день в зависимости от региона | Варьируется от 328 до 354 бат в день в зависимости от региона | 2022 |
| 169  | Танзания                                              | Зависит от сектора и региона, варьируется от 0,089 $ в час до 0,89 $ в час | Зависит от сектора и региона, варьируется от 205,15 шиллинга в час до 2051,45 шиллинга в час | 2017 |
| 170  | Того                                                  | Варьируется от 86,65 $ в месяц до 383,41 $ в месяц | Варьируется от 52 500 франков в месяц до 229 000 франков в месяц | 2023 |
| 171  | Тонга                                                 | — | — | 2019 |
| 172  | Тринидад и Тобаго                                     | 2,58 $ в час | 17,50 TT$ в час | 2015 |
| 173  | Тувалу                                                | — | — | 2019 |
| 174  | Тунис                                                 | Для несельскохозяйственного сектора: 155,67 $ при 48-часовой рабочей неделе и 132,62 $ при 40-часовой рабочей неделе. 6,01 $ динара в день для сельскохозяйственных рабочих | Для несельскохозяйственного сектора: 457,217 динара при 48-часовой рабочей недели и 389,504 динара при 40-часовой рабочей недели. 17,658 динара в день для сельскохозяйственных рабочих | 2021 |
| 175  | Туркменистан                                          | 332,04 $ | 1160 манатов | 2023 |
| 176  | Турция                                                | 734,59 $ | 26 005,50 лиры | 2025 |
| 177  | Уганда                                                | 35,64 $ | 130 000 шиллингов | 2017 |
| 178  | Узбекистан                                            | 83,12 $ | 920 000 сумов | 2022 |
| 179  | Украина                                               | 131,21 $ | 6500 гривен | 2023 |
| 180  | Уругвай                                               | 540,30 $ | 23 604 песо | 2025 |
| 181  | Фиджи                                                 | 2,32 $ в час | 2,32 FJ$ в час | 2017 |
| 182  | Филиппины                                             | Варьируется от 5,56 $ в день в сельскохозяйственном секторе в регионе Илокос до 11,06 $ в день в несельскохозяйственном секторе в Манильской агломерации | Варьируется от 270 песо в день в сельскохозяйственном секторе в регионе Илокос до 537 песо в день в несельскохозяйственном секторе в Манильской агломерации | 2019 |
| 183  | Финляндия                                             | — | — | 2019 |
| 184  | Франция                                               | 1914,44 $ | 1766,92 € | 2024 |
| 185  | Хорватия                                              | 994,72 $ | 970 € | 2025 |
| 186  | ЦАР                                                   | 58,60 $ | 35 000 франков | 2017 |
| 187  | Чад                                                   | Для несельскохозяйственного сектора 0,59 $ в час; для сельскохозяйственного сектора 0,51 $ в час | Для несельскохозяйственного сектора 355 франков в час; для сельскохозяйственного сектора 302,80 франка в час | 2017 |
| 188  | Черногория                                            | 509,39 $ (нетто) | 450 € (нетто) | 2022 |
| 189  | Чехия                                                 | 849,67 $ | 20 800 крон | 2025 |
| 190  | Чили                                                  | 506,38 $ | 511 500 песо | 2025 |
| 191  | Швейцария                                             | - Нет. Но МРОТ был введён с 2017 года в кантонах Невшатель и Юра (21,96 $ в час или около 3953,13 $ в месяц), с 1 ноября 2020 года в кантоне Женева (25,25 $ в час или 4591 $ в месяц) и с 1 января 2021 года в кантоне Тичино (21,68 $ в час или около 3843,32 $ в месяц) | - Нет. Но МРОТ был введён с 2017 года в кантонах Невшатель и Юра (20 франков в час или около 3600 франков в месяц), с 1 ноября 2020 года в кантоне Женева (23 франка в час или 4086 франков в месяц) и с 1 января 2021 года в кантоне Тичино (19,75 франка в час или около 3500 франков в месяц) | 2020 |
| 192  | Швеция                                                | — | — | 2019 |
| 193  | Шри-Ланка                                             | 34,16 $ | 12 500 рупий | 2021 |
| 194  | Эквадор                                               | 470 $ | 470 $ | 2025 |
| 195  | Экваториальная Гвинея                                 | 216,06 $ | 129 035 франков | 2017 |
| 196  | Эритрея                                               | — | — | 2019 |
| 197  | Эстония                                               | 908,58 $ | 886 € | 2025 |
| 198  | Эфиопия                                               | — | — | 2019 |
| 199  | ЮАР                                                   | 1,59 $ в час, 12,72 $ в день и 274,19 $ в месяц, а для работников, занятых в рамках расширенной программы общественных работ, ставка составляет 0,87 $ в час | 23,19 R в час, 185,52 R в день и 4000 R в месяц, а для работников, занятых в рамках расширенной программы общественных работ, ставка составляет 12,75 R в час | 2022 |
| 200  | Южный Судан                                           | — | — | 2019 |
| 201  | Ямайка                                                | 253,77 $, охранники — 296,06 $ | 38 970 долларов, охранники — 45 465 долларов. | 2022 |
| 202  | Япония                                                | Варьируется от 6,51 $ до 8,18 $ в час. Установленных на префектурной и отраслевой основе | Варьируется от 853 иен до 1072 иен в час | 2022 |